# Universiti Teknologi MARA
Universiti Teknologi MARA (UiTM) – malezyjska uczelnia publiczna z siedzibą w mieście Shah Alam (stan Selangor). Została założona w 1956 roku.